# Lamar Hunt U.S. Open Cup 2010
La Lamar Hunt U.S. Open Cup 2010 fue la 97.ª edición de la Lamar Hunt U.S. Open Cup del fútbol de los Estados Unidos. Empezó el 15 de junio y finalizó el 5 de octubre. En un total de 40 equipos, todos los equipos que disputan en las diferentes categorías. El Seattle Sounders FC se consagró campeón por segunda vez consecutiva derrotando en la final ante el Columbus Crew por 2-1.
El campeón clasificó a la fase preliminar de la Concacaf Liga Campeones 2011-12.

## Equipos clasificados
El torneo consiste de 40 equipos de distintas categorías:
Los 8 equipos de la Major League Soccer (Primera División)
- Chicago Fire
- Chivas USA
- Columbus Crew
- D.C. United
- Houston Dynamo
- Los Angeles Galaxy
- New York Red Bulls
- Seattle Sounders FC

Los 9 equipos de la USSF D-2 Pro League (Segunda División)
- AC St. Louis
- Austin Aztex FC
- Carolina RailHawks
- Crystal Palace Baltimore
- FC Tampa Bay
- Miami FC
- NSC Minnesota Stars
- Portland Timbers
- Rochester Rhinos

Los 6 equipos de la USL Second Division (Tercera División)
- Charleston Battery
- Charlotte Eagles
- Harrisburg City Islanders
- Pittsburgh Riverhounds
- Real Maryland Monarchs
- Richmond Kickers

Los 8 equipos de la USL Premier Development League (Cuarta División)
- Central Florida Kraze
- Dayton Dutch Lions
- Des Moines Menace
- DFW Tornados
- Kitsap Pumas
- Long Island Rough Riders
- Reading United
- Ventura County Fusion

Los 9 equipos de la United States Adult Soccer Association
- Brooklyn Italians
- CASL Elite
- Detroit United
- KC Athletics
- Legends FC
- New York Pancyprian-Freedoms
- Arizona Sahuaros (NPSL)
- Bay Area Ambassadors (NPSL)
- Sonoma County Sol (NPSL)

## Primera fase
|  | Semifinales               | Semifinales   | Semifinales              |   |                           | Final         | Final         |  |
|  | Primera Ronda             | Primera Ronda | Primera Ronda            |   |                           | Segunda Ronda | Segunda Ronda |  |
|  |                           |               |                          |   |                           |               |               |  |
|  |                           |               |                          |   |                           |               |               |  |
|  | Harrisburg City Islanders | 4 (E.T.)      | -                        |   |                           |               |               |  |
|  | Harrisburg City Islanders | 4 (E.T.)      | -                        |   |                           |               |               |  |
|  | Brooklyn Italians         | 2             | -                        |   |                           |               |               |  |
|  | Brooklyn Italians         | 2             | -                        |   | Harrisburg City Islanders | 1             |               |  |
|  |                           |               |                          |   | Harrisburg City Islanders | 1             |               |  |
|  |                           |               | Long Island Rough Riders | 0 |                           |               |               |  |
|  | Long Island Rough Riders  | 2             | Long Island Rough Riders | 0 | -                         |               |               |  |
|  | Long Island Rough Riders  | 2             |                          |   | -                         |               |               |  |
|  | NY Pancyprian-Freedoms    | 0             | -                        |   |                           |               |               |  |
|  | NY Pancyprian-Freedoms    | 0             | -                        |   |                           |               |               |  |
|  |                           |               |                          |   |                           |               |               |  |

|  | Semifinales              | Semifinales   | Semifinales            |   |                  | Final         | Final         |  |
|  | Primera Ronda            | Primera Ronda | Primera Ronda          |   |                  | Segunda Ronda | Segunda Ronda |  |
|  |                          |               |                        |   |                  |               |               |  |
|  |                          |               |                        |   |                  |               |               |  |
|  | Richmond Kickers         | 1 (E.T.)      | -                      |   |                  |               |               |  |
|  | Richmond Kickers         | 1 (E.T.)      | -                      |   |                  |               |               |  |
|  | Crystal Palace Baltimore | 0             | -                      |   |                  |               |               |  |
|  | Crystal Palace Baltimore | 0             | -                      |   | Richmond Kickers | 3             |               |  |
|  |                          |               |                        |   | Richmond Kickers | 3             |               |  |
|  |                          |               | Real Maryland Monarchs | 1 |                  |               |               |  |
|  | Reading United           | 1             | Real Maryland Monarchs | 1 | -                |               |               |  |
|  | Reading United           | 1             |                        |   | -                |               |               |  |
|  | Real Maryland Monarchs   | 2             | -                      |   |                  |               |               |  |
|  | Real Maryland Monarchs   | 2             | -                      |   |                  |               |               |  |
|  |                          |               |                        |   |                  |               |               |  |

|  | Semifinales        | Semifinales   | Semifinales        |   |                    | Final         | Final         |  |
|  | Primera Ronda      | Primera Ronda | Primera Ronda      |   |                    | Segunda Ronda | Segunda Ronda |  |
|  |                    |               |                    |   |                    |               |               |  |
|  |                    |               |                    |   |                    |               |               |  |
|  | Charleston Battery | 4             | -                  |   |                    |               |               |  |
|  | Charleston Battery | 4             | -                  |   |                    |               |               |  |
|  | CASL Elite         | 2             | -                  |   |                    |               |               |  |
|  | CASL Elite         | 2             | -                  |   | Charleston Battery | 2             |               |  |
|  |                    |               |                    |   | Charleston Battery | 2             |               |  |
|  |                    |               | Carolina RailHawks | 1 |                    |               |               |  |
|  | Carolina RailHawks | 1             | Carolina RailHawks | 1 | -                  |               |               |  |
|  | Carolina RailHawks | 1             |                    |   | -                  |               |               |  |
|  | Charlotte Eagles   | 0             | -                  |   |                    |               |               |  |
|  | Charlotte Eagles   | 0             | -                  |   |                    |               |               |  |
|  |                    |               |                    |   |                    |               |               |  |

|  | Semifinales            | Semifinales   | Semifinales            |   |                  | Final         | Final         |  |
|  | Primera Ronda          | Primera Ronda | Primera Ronda          |   |                  | Segunda Ronda | Segunda Ronda |  |
|  |                        |               |                        |   |                  |               |               |  |
|  |                        |               |                        |   |                  |               |               |  |
|  | Rochester Rhinos       | 2             | -                      |   |                  |               |               |  |
|  | Rochester Rhinos       | 2             | -                      |   |                  |               |               |  |
|  | Dayton Dutch Lions     | 0             | -                      |   |                  |               |               |  |
|  | Dayton Dutch Lions     | 0             | -                      |   | Rochester Rhinos | 3             |               |  |
|  |                        |               |                        |   | Rochester Rhinos | 3             |               |  |
|  |                        |               | Pittsburgh Riverhounds | 0 |                  |               |               |  |
|  | Pittsburgh Riverhounds | 2             | Pittsburgh Riverhounds | 0 | -                |               |               |  |
|  | Pittsburgh Riverhounds | 2             |                        |   | -                |               |               |  |
|  | Detroit United         | 0             | -                      |   |                  |               |               |  |
|  | Detroit United         | 0             | -                      |   |                  |               |               |  |
|  |                        |               |                        |   |                  |               |               |  |

|  | Semifinales         | Semifinales   | Semifinales   |   |                     | Final         | Final         |  |
|  | Primera Ronda       | Primera Ronda | Primera Ronda |   |                     | Segunda Ronda | Segunda Ronda |  |
|  |                     |               |               |   |                     |               |               |  |
|  |                     |               |               |   |                     |               |               |  |
|  | NSC Minnesota Stars | 4             | -             |   |                     |               |               |  |
|  | NSC Minnesota Stars | 4             | -             |   |                     |               |               |  |
|  | KC Athletics        | 2             | -             |   |                     |               |               |  |
|  | KC Athletics        | 2             | -             |   | NSC Minnesota Stars | 0             |               |  |
|  |                     |               |               |   | NSC Minnesota Stars | 0             |               |  |
|  |                     |               | AC St. Louis  | 1 |                     |               |               |  |
|  | Des Moines Menace   | 0             | AC St. Louis  | 1 | -                   |               |               |  |
|  | Des Moines Menace   | 0             |               |   | -                   |               |               |  |
|  | AC St. Louis        | 1             | -             |   |                     |               |               |  |
|  | AC St. Louis        | 1             | -             |   |                     |               |               |  |
|  |                     |               |               |   |                     |               |               |  |

|  | Semifinales           | Semifinales   | Semifinales   |   |                 | Final         | Final         |  |
|  | Primera Ronda         | Primera Ronda | Primera Ronda |   |                 | Segunda Ronda | Segunda Ronda |  |
|  |                       |               |               |   |                 |               |               |  |
|  |                       |               |               |   |                 |               |               |  |
|  | Miami FC (E.T.)       | 5             | -             |   |                 |               |               |  |
|  | Miami FC (E.T.)       | 5             | -             |   |                 |               |               |  |
|  | Central Florida Kraze | 1             | -             |   |                 |               |               |  |
|  | Central Florida Kraze | 1             | -             |   | Miami FC (E.T.) | 2             |               |  |
|  |                       |               |               |   | Miami FC (E.T.) | 2             |               |  |
|  |                       |               | FC Tampa Bay  | 1 |                 |               |               |  |
|  | Legends FC            | 0             | FC Tampa Bay  | 1 | -               |               |               |  |
|  | Legends FC            | 0             |               |   | -               |               |               |  |
|  | FC Tampa Bay          | 3             | -             |   |                 |               |               |  |
|  | FC Tampa Bay          | 3             | -             |   |                 |               |               |  |
|  |                       |               |               |   |                 |               |               |  |

|  | Semifinales           | Semifinales   | Semifinales      |   |              | Final         | Final         |  |
|  | Primera Ronda         | Primera Ronda | Primera Ronda    |   |              | Segunda Ronda | Segunda Ronda |  |
|  |                       |               |                  |   |              |               |               |  |
|  |                       |               |                  |   |              |               |               |  |
|  | Austin Aztex          | 3             | -                |   |              |               |               |  |
|  | Austin Aztex          | 3             | -                |   |              |               |               |  |
|  | DFW Tornados          | 0             | -                |   |              |               |               |  |
|  | DFW Tornados          | 0             | -                |   | Austin Aztex | 3             |               |  |
|  |                       |               |                  |   | Austin Aztex | 3             |               |  |
|  |                       |               | Arizona Sahuaros | 1 |              |               |               |  |
|  | Ventura County Fusion | 1 (2)         | Arizona Sahuaros | 1 | -            |               |               |  |
|  | Ventura County Fusion | 1 (2)         |                  |   | -            |               |               |  |
|  | Arizona Sahuaros      | 1 (4)         | -                |   |              |               |               |  |
|  | Arizona Sahuaros      | 1 (4)         | -                |   |              |               |               |  |
|  |                       |               |                  |   |              |               |               |  |

|  | Semifinales          | Semifinales   | Semifinales      |   |              | Final         | Final         |  |
|  | Primera Ronda        | Primera Ronda | Primera Ronda    |   |              | Segunda Ronda | Segunda Ronda |  |
|  |                      |               |                  |   |              |               |               |  |
|  |                      |               |                  |   |              |               |               |  |
|  | Kitsap Pumas (E.T.)  | 4             | -                |   |              |               |               |  |
|  | Kitsap Pumas (E.T.)  | 4             | -                |   |              |               |               |  |
|  | Bay Area Ambassadors | 2             | -                |   |              |               |               |  |
|  | Bay Area Ambassadors | 2             | -                |   | Kitsap Pumas | 1             |               |  |
|  |                      |               |                  |   | Kitsap Pumas | 1             |               |  |
|  |                      |               | Portland Timbers | 4 |              |               |               |  |
|  | Portland Timbers     | 3             | Portland Timbers | 4 | -            |               |               |  |
|  | Portland Timbers     | 3             |                  |   | -            |               |               |  |
|  | Sonoma County Sol    | 0             | -                |   |              |               |               |  |
|  | Sonoma County Sol    | 0             | -                |   |              |               |               |  |
|  |                      |               |                  |   |              |               |               |  |

## Segunda fase
|  | Octavos de final           | Octavos de final           |                     |       | Cuartos de final          | Cuartos de final          |  |  | Semifinales     | Semifinales     |  |  | Final        | Final        |
|  | 29 de junio al 30 de junio | 29 de junio al 30 de junio |                     |       | 6 de julio al 21 de julio | 6 de julio al 21 de julio |  |  | 1 de septiembre | 1 de septiembre |  |  | 5 de octubre | 5 de octubre |
|  |                            |                            |                     |       |                           |                           |  |  |                 |                 |  |  |              |              |
|  |                            |                            |                     |       |                           |                           |  |  |                 |                 |  |  |              |              |
|  |                            |                            |                     |       |                           |                           |  |  |                 |                 |  |  |              |              |
|  | D.C. United                | 2                          |                     |       |                           |                           |  |  |                 |                 |  |  |              |              |
|  | D.C. United                | 2                          |                     |       |                           |                           |  |  |                 |                 |  |  |              |              |
|  | Richmond Kickers           | 0                          |                     |       |                           |                           |  |  |                 |                 |  |  |              |              |
|  | Richmond Kickers           | 0                          | D.C. United         | 2     |                           |                           |  |  |                 |                 |  |  |              |              |
|  |                            |                            |                     | 2     |                           |                           |  |  |                 |                 |  |  |              |              |
|  |                            | Harrisburg City Islanders  | 0                   |       |                           |                           |  |  |                 |                 |  |  |              |              |
|  | Harrisburg City Islanders  | Harrisburg City Islanders  | 0                   | 1     |                           |                           |  |  |                 |                 |  |  |              |              |
|  | Harrisburg City Islanders  |                            |                     | 1     |                           |                           |  |  |                 |                 |  |  |              |              |
|  | New York Red Bulls         | 0                          |                     |       |                           |                           |  |  |                 |                 |  |  |              |              |
|  | New York Red Bulls         | 0                          | D.C. United         | 1     |                           |                           |  |  |                 |                 |  |  |              |              |
|  |                            |                            |                     | 1     |                           |                           |  |  |                 |                 |  |  |              |              |
|  |                            | Columbus Crew              | 2                   |       |                           |                           |  |  |                 |                 |  |  |              |              |
|  | Columbus Crew              | Columbus Crew              | 2                   | 2     |                           |                           |  |  |                 |                 |  |  |              |              |
|  | Columbus Crew              |                            |                     | 2     |                           |                           |  |  |                 |                 |  |  |              |              |
|  | Rochester Rhinos           | 1                          |                     |       |                           |                           |  |  |                 |                 |  |  |              |              |
|  | Rochester Rhinos           | 1                          | Columbus Crew       | 3     |                           |                           |  |  |                 |                 |  |  |              |              |
|  |                            |                            |                     | 3     |                           |                           |  |  |                 |                 |  |  |              |              |
|  |                            | Charleston Battery         | 0                   |       |                           |                           |  |  |                 |                 |  |  |              |              |
|  | Chicago Fire               | Charleston Battery         | 0                   | 0 (0) |                           |                           |  |  |                 |                 |  |  |              |              |
|  | Chicago Fire               |                            |                     | 0 (0) |                           |                           |  |  |                 |                 |  |  |              |              |
|  | Charleston Battery (p)     | 0 (3)                      |                     |       |                           |                           |  |  |                 |                 |  |  |              |              |
|  | Charleston Battery (p)     | 0 (3)                      | Seattle Sounders FC | 2     |                           |                           |  |  |                 |                 |  |  |              |              |
|  |                            |                            |                     | 2     |                           |                           |  |  |                 |                 |  |  |              |              |
|  |                            | Columbus Crew              | 1                   |       |                           |                           |  |  |                 |                 |  |  |              |              |
|  | Portland Timbers           | Columbus Crew              | 1                   | 1 (3) |                           |                           |  |  |                 |                 |  |  |              |              |
|  | Portland Timbers           |                            |                     | 1 (3) |                           |                           |  |  |                 |                 |  |  |              |              |
|  | Seattle Sounders FC (p)    | 1 (4)                      |                     |       |                           |                           |  |  |                 |                 |  |  |              |              |
|  | Seattle Sounders FC (p)    | 1 (4)                      | Seattle Sounders FC | 2     |                           |                           |  |  |                 |                 |  |  |              |              |
|  |                            |                            |                     | 2     |                           |                           |  |  |                 |                 |  |  |              |              |
|  |                            | Los Angeles Galaxy         | 0                   |       |                           |                           |  |  |                 |                 |  |  |              |              |
|  | Los Angeles Galaxy         | Los Angeles Galaxy         | 0                   | 2     |                           |                           |  |  |                 |                 |  |  |              |              |
|  | Los Angeles Galaxy         |                            |                     | 2     |                           |                           |  |  |                 |                 |  |  |              |              |
|  | AC St. Louis               | 0                          |                     |       |                           |                           |  |  |                 |                 |  |  |              |              |
|  | AC St. Louis               | 0                          | Seattle Sounders FC | 3     |                           |                           |  |  |                 |                 |  |  |              |              |
|  |                            |                            |                     | 3     |                           |                           |  |  |                 |                 |  |  |              |              |
|  |                            | Chivas USA                 | 1                   |       |                           |                           |  |  |                 |                 |  |  |              |              |
|  | Houston Dynamo             | Chivas USA                 | 1                   | 1     |                           |                           |  |  |                 |                 |  |  |              |              |
|  | Houston Dynamo             |                            |                     | 1     |                           |                           |  |  |                 |                 |  |  |              |              |
|  | Miami FC                   | 0                          |                     |       |                           |                           |  |  |                 |                 |  |  |              |              |
|  | Miami FC                   | 0                          | Houston Dynamo      | 1     |                           |                           |  |  |                 |                 |  |  |              |              |
|  |                            |                            |                     | 1     |                           |                           |  |  |                 |                 |  |  |              |              |
|  |                            | Chivas USA                 | 3                   |       |                           |                           |  |  |                 |                 |  |  |              |              |
|  | Chivas USA                 | Chivas USA                 | 3                   | 1     |                           |                           |  |  |                 |                 |  |  |              |              |
|  | Chivas USA                 |                            |                     | 1     |                           |                           |  |  |                 |                 |  |  |              |              |
|  | Austin Aztex               | 0                          |                     |       |                           |                           |  |  |                 |                 |  |  |              |              |
|  | Austin Aztex               | 0                          |                     |       |                           |                           |  |  |                 |                 |  |  |              |              |

### Octavos de final
| 29 de junio de 2010 | Harrisburg City Islanders | 1:0 (0:0, 0:0) | New York Red Bulls | Skyline Sports Complex, Harrisburg, Pensilvania      |                                                      |
|                     | Oppong 117'               | Reporte        |                    | Asistencia: 1.868 espectadores Árbitro(s): Alex Prus | Asistencia: 1.868 espectadores Árbitro(s): Alex Prus |

| 29 de junio de 2010 | Columbus Crew           | 2:1 (1:0) | Rochester Rhinos | Columbus Crew Stadium, Columbus, Ohio         |                                               |
|                     | Iro 30' · Lenhart 90+4' | Reporte   | Spicer 69'       | Asistencia: 1.760 espectadores Árbitro(s): ¿? | Asistencia: 1.760 espectadores Árbitro(s): ¿? |

| 29 de junio de 2010 | Chicago Fire           | 0:0 (0 – 3 p.)             | Charleston Battery      | Toyota Park, Bridgeview, Illinois                       |                                                         |
|                     |                        | Reporte                    |                         | Asistencia: 2.526 espectadores Árbitro(s): Sorin Stoica | Asistencia: 2.526 espectadores Árbitro(s): Sorin Stoica |
|                     |                        | Tiros desde el punto penal |                         |                                                         |                                                         |
|                     | McBride · Król · Conde |                            | Neagle · Zaher · Fuller |                                                         |                                                         |

| 29 de junio de 2010 | Houston Dynamo | 1:0 (0:0) | Miami FC | Robertson Stadium, Houston, Texas |                              |
|                     | Palmer 80'     | Reporte   |          | Asistencia: 832 espectadores      | Asistencia: 832 espectadores |

| 29 de junio de 2010 | Los Angeles Galaxy      | 2:0 (0:0) | AC St. Louis | The Home Depot Center, Carson, California |                                |
|                     | Klein 69' · Juninho 80' | Reporte   |              | Asistencia: 2.179 espectadores            | Asistencia: 2.179 espectadores |

| 28 de junio de 2010 | Chivas USA  | 1:0 (1:0) | Austin Aztex | Fullerton State Sports Complex, Fullerton, California |                          |
|                     | Padilla 13' | Reporte   |              | Árbitro(s): Josh Wilkens                              | Árbitro(s): Josh Wilkens |

| 30 de junio de 2010 | D.C. United               | 2:0 (0:0) | Richmond Kickers | George Mason Stadium, Fairfax, Virginia |                                |
|                     | Moreno 47' · Quaranta 56' | Reporte   |                  | Asistencia: 2.985 espectadores          | Asistencia: 2.985 espectadores |

| 30 de junio de 2010 | Portland Timbers                        | 1:1 (1:1, 0:0) (3 – 4 p.)  | Seattle Sounders FC                         | PGE Park, Portland, Oregón                                 |                                                            |
|                     | Dike 38'                                | Reporte                    | Jaqua 13'                                   | Asistencia: 15.422 espectadores Árbitro(s): Ronald Lagraff | Asistencia: 15.422 espectadores Árbitro(s): Ronald Lagraff |
|                     |                                         | Tiros desde el punto penal |                                             |                                                            |                                                            |
|                     | Pore · DeMartin · Danso · Smith · López |                            | Sturgis · Zakuani · Montero · Ianni · Scott |                                                            |                                                            |

### Cuartos de final
| 6 de julio de 2010 | Columbus Crew                                 | 3:0 (1:0) | Charleston Battery | Columbus Crew Stadium, Columbus, Ohio                      |                                                            |
|                    | Rentería 38' (pen.) · Lenhart 70' · Gaven 87' | Reporte   |                    | Asistencia: 1.847 espectadores Árbitro(s): Hilario Grajeda | Asistencia: 1.847 espectadores Árbitro(s): Hilario Grajeda |

| 6 de julio de 2010 | Houston Dynamo | 1:3 (0:0) | Chivas USA                | Robertson Stadium, Houston, Texas                            |                                                              |
|                    | Oduro 86'      | Reporte   | Braun 5' 90' · Lahoud 65' | Asistencia: 1.097 espectadores Árbitro(s): Daniel Fitzgerald | Asistencia: 1.097 espectadores Árbitro(s): Daniel Fitzgerald |

| 7 de julio de 2010 | Seattle Sounders FC | 2:0 (0:0) | Los Angeles Galaxy | Pizza Hut Park, Tukwila, Washington                     |                                                         |
|                    | Jaqua 50' 62'       | Reporte   |                    | Asistencia: 4.512 espectadores Árbitro(s): Jair Marrufo | Asistencia: 4.512 espectadores Árbitro(s): Jair Marrufo |

| 21 de julio de 2010 | D.C. United               | 2:0 (1:0) | Harrisburg City Islanders | Maryland SoccerPlex, Boyds, Maryland |                                |
|                     | Bošković 1' · Khumalo 47' | Reporte   |                           | Asistencia: 2.089 espectadores       | Asistencia: 2.089 espectadores |

### Semifinales
| 1 de septiembre de 2010 | D.C. United          | 1:2 (1:1,1:0) | Columbus Crew                         | Robert F. Kennedy Memorial Stadium, Washington D. C. |                                |
|                         | Hernández 13' (pen.) | Reporte       | Iro 89' · Barros Schelotto 98' (pen.) | Asistencia: 3.411 espectadores                       | Asistencia: 3.411 espectadores |

| 1 de septiembre de 2010 | Seattle Sounders FC         | 3:1 (1:0) | Chivas USA  | Starfire Sports Complex, Tukwila, Washington               |                                                            |
|                         | Jaqua 10' 92' · Montero 59' | Reporte   | Padilla 66' | Asistencia: 4.547 espectadores Árbitro(s): Ricardo Salazar | Asistencia: 4.547 espectadores Árbitro(s): Ricardo Salazar |

### Final
| 18 | POR | Kasey Keller   |       |
| 7  | DEF | James Riley    |       |
| 4  | DEF | Patrick Ianni  |       |
| 31 | DEF | Jeff Parke     |       |
| 5  | DEF | Tyson Wahl     |       |
| 23 | MED | Sanna Nyassi   | 79'   |
| 6  | MED | Osvaldo Alonso |       |
| 12 | MED | Nathan Sturgis |       |
| 11 | MED | Steve Zakuani  | 90'   |
| 17 | DEL | Freddy Montero | 90+3' |
| 9  | DEL | Blaise Nkufo   |       |
| DT | DT  | Sigi Schmid    |       |

| 30 | POR | Andy Gruenebaum            |     |
| 2  | DEF | Frankie Hejduk             |     |
| 14 | DEF | Chad Marshall              |     |
| 6  | DEF | Andy Iro                   |     |
| 29 | DEF | Shaun Francis              |     |
| 12 | MED | Eddie Gaven                | 81' |
| 16 | MED | Brian Carroll              |     |
| 17 | MED | Emmanuel Ekpo              |     |
| 15 | MED | Kevin Burns                | 78' |
| 32 | DEL | Steven Lenhart             | 78' |
| 7  | DEL | Guillermo Barros Schelotto |     |
| DT | DT  | Robert Warzycha            |     |

| 15 | MED | Álvaro Fernández | 79'   |
| 24 | DEL | Roger Levesque   | 90'   |
| 21 | MED | Nate Jaqua       | 90+3' |

| 10 | DEL | Andrés Mendoza  | 78' |
| 20 | DEL | Emilio Rentería | 78' |
| 18 | MED | Robbie Rogers   | 81' |

| Anotado | 38' | Sanna Nyassi |
| Anotado | 66' | Sanna Nyassi |

| Anotado | 24' | Kevin Burns |

| Amonestado | 23' | James Riley    |
| Amonestado | 74' | Osvaldo Alonso |
| Amonestado | 75' | Sanna Nyassi   |

| Amonestado | 21' | Shaun Francis              |
| Amonestado | 41' | Brian Carroll              |
| Amonestado | 87' | Guillermo Barros Schelotto |

| Árbitro             | Michael Kennedy |
| Árbitros asistentes | Thomas Supple   |
| Árbitros asistentes | Paul Scott      |
| Cuarto árbitro      | Ricardo Salazar |

| 18 | POR | Kasey Keller   |       |
| 7  | DEF | James Riley    |       |
| 4  | DEF | Patrick Ianni  |       |
| 31 | DEF | Jeff Parke     |       |
| 5  | DEF | Tyson Wahl     |       |
| 23 | MED | Sanna Nyassi   | 79'   |
| 6  | MED | Osvaldo Alonso |       |
| 12 | MED | Nathan Sturgis |       |
| 11 | MED | Steve Zakuani  | 90'   |
| 17 | DEL | Freddy Montero | 90+3' |
| 9  | DEL | Blaise Nkufo   |       |
| DT | DT  | Sigi Schmid    |       |

| 30 | POR | Andy Gruenebaum            |     |
| 2  | DEF | Frankie Hejduk             |     |
| 14 | DEF | Chad Marshall              |     |
| 6  | DEF | Andy Iro                   |     |
| 29 | DEF | Shaun Francis              |     |
| 12 | MED | Eddie Gaven                | 81' |
| 16 | MED | Brian Carroll              |     |
| 17 | MED | Emmanuel Ekpo              |     |
| 15 | MED | Kevin Burns                | 78' |
| 32 | DEL | Steven Lenhart             | 78' |
| 7  | DEL | Guillermo Barros Schelotto |     |
| DT | DT  | Robert Warzycha            |     |

| 15 | MED | Álvaro Fernández | 79'   |
| 24 | DEL | Roger Levesque   | 90'   |
| 21 | MED | Nate Jaqua       | 90+3' |

| 10 | DEL | Andrés Mendoza  | 78' |
| 20 | DEL | Emilio Rentería | 78' |
| 18 | MED | Robbie Rogers   | 81' |

| Anotado | 38' | Sanna Nyassi |
| Anotado | 66' | Sanna Nyassi |

| Anotado | 24' | Kevin Burns |

| Amonestado | 23' | James Riley    |
| Amonestado | 74' | Osvaldo Alonso |
| Amonestado | 75' | Sanna Nyassi   |

| Amonestado | 21' | Shaun Francis              |
| Amonestado | 41' | Brian Carroll              |
| Amonestado | 87' | Guillermo Barros Schelotto |

| Árbitro             | Michael Kennedy |
| Árbitros asistentes | Thomas Supple   |
| Árbitros asistentes | Paul Scott      |
| Cuarto árbitro      | Ricardo Salazar |

| Bandera del Estado de Washington           |
| Campeón Seattle Sounders FC Segundo título |

## Goleadores
| Jugador          | Equipo                    | Goles |
| ---------------- | ------------------------- | ----- |
| Paulo Araujo Jr. | Miami FC                  | 5     |
| Nate Jaqua       | Seattle Sounders FC       | 5     |
| Bright Dike      | Portland Timbers          | 4     |
| Perica Marošević | Austin Aztex              | 3     |
| Mike Ambersley   | AC St. Louis              | 2     |
| Geoff Bloes      | Harrisburg City Islanders | 2     |
| Justin Braun     | Chivas USA                | 2     |
| Phil Da Silva    | Bay Area Ambassadors      | 2     |